# Rosada (peix)
Les rosades (Genypterus) són un gènere de peixos comestibles. Les rosades més comunes als mercats pertanyen a les espècies Genypterus blacodes i Genypterus capensis.

## Llista d'espècies
Segons FishBase & WRMS:
- Genypterus blacodes (Forster, 1801) - Rosada
- Genypterus brasiliensis Regan, 1903
- Genypterus capensis (Smith, 1847) - Rosada del Cap
- Genypterus chilensis (Guichenot, 1848) -
- Genypterus maculatus (Tschudi, 1846) -
- Genypterus tigerinus Klunzinger, 1872

Segons ITIS :
- Genypterus blacodes (Forster in Bloch & Schneider, 1801)
- Genypterus capensis (Smith, 1847)
- Genypterus chilensis (Guichenot, 1848)
- Genypterus maculatus (Tschudi, 1846)
- Genypterus tigerinus Klunzinger, 1872